# Maria Athanasopoulou
Maria Athanasopoulou, griechisch Μαρία Αθανασοπούλου (* 20. Jh. in Athen) ist eine griechische Neogräzistin.
Athanassopoulou schloss 1989 ihr Studium der Neugriechischen Philologie an der Universität Kreta ab und studierte im Anschluss Vergleichende Literaturwissenschaft und Neogräzistik an den Universitäten London und Cambridge. In Cambridge wurde sie 1999 mit einer Dissertation über das griechische Sonett promoviert. Nach Lehrtätigkeiten an den Universitäten Thessaliens, Kretas, Zyperns und Patras ist sie seit 2009 Lektorin für neugriechische Literatur und Literaturtheorie im Institut für Theaterwissenschaften der Aristoteles-Universität Thessaloniki.
Forschungsschwerpunkte sind die griechische Prosa und Dichtung der letzten beiden Jahrhunderte, die Beziehung zwischen Literatur und nationaler Identität und die Theorie literarischer Formen.

## Schriften (Auswahl)
- The Greek Sonnet (1895–1936). A Study in Poetics. Otto Harrassowitz 2011 (Mediterranean Language and Culture Monograph)
- (Übers.):  Jeremy Hawthorn, Ξεκλειδώνοντας το Κείμενο: Μια εισαγωγή στη θεωρία της λογοτεχνίας. Πανεπιστημιακές Εκδόσεις Κρήτης, Iraklio 2002.
- Reconsidering Modernism: the exile poems of Giannis Ritsos, in: Kambos. Cambridge Papers in Modern Greek 17 (2009), Inhaltsverzeichnis online
- Η Ταυτότητα της Ανάγνωσης: Διακειμενικές σχέσεις στη Λέσχη του Τσίρκα, in: Δ΄ πανευρωπαϊκό συνέδριο νεοελληνικών σπουδών στο Πανεπιστήμιο της Γρανάδας από τις 9 ως τις 12 Σεπτεμβρίου 2010. Zusammenfassung und PDF-Fassung online